# Labrys

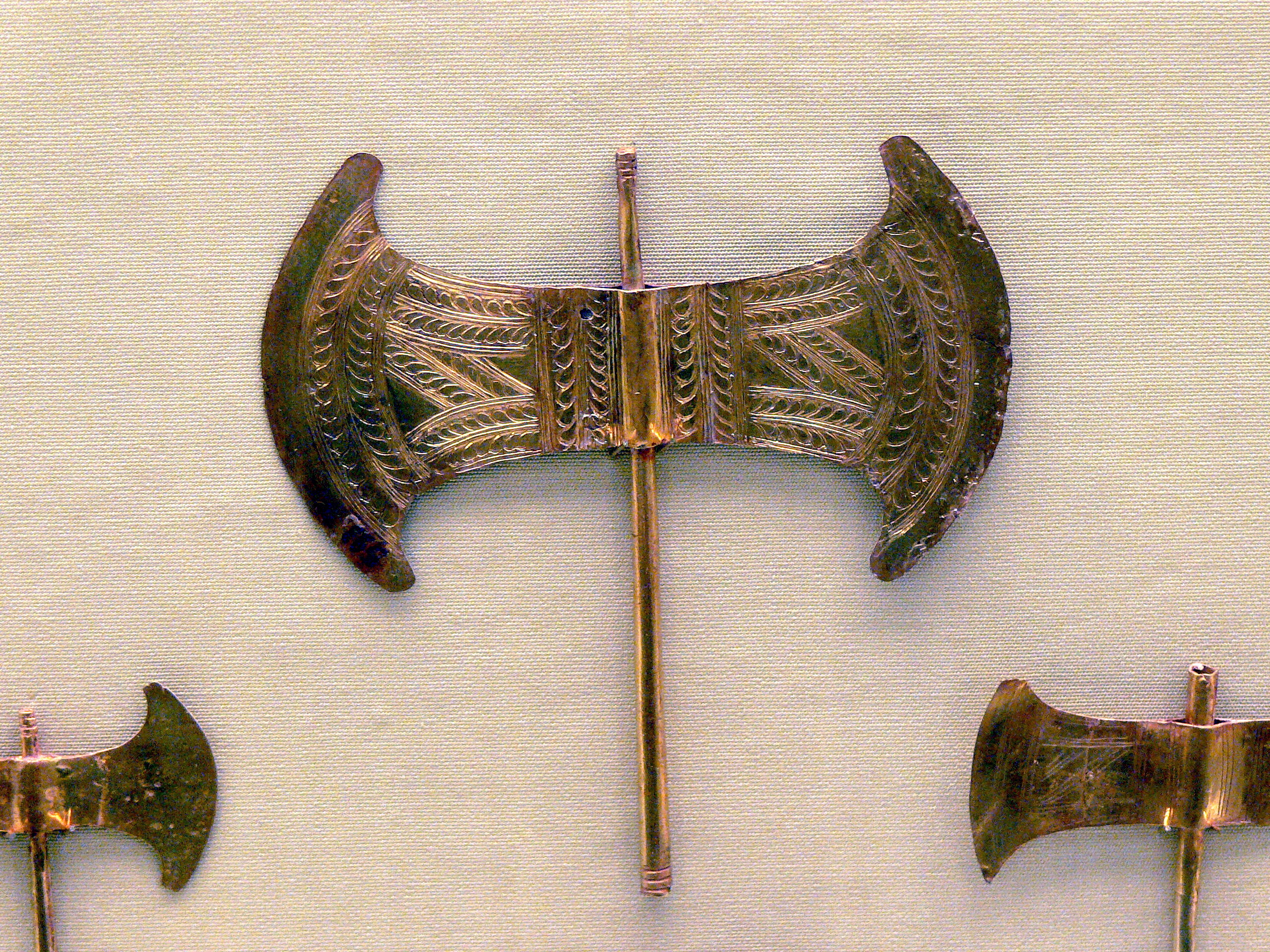
Labris minoico ornamentado en oro

La labrys, también transcrito como el labris, palabra proveniente del griego λάβρυς, es un hacha de doble filo, si bien el hacha de doble filo era conocida entre los antiguos griegos como pelekys (πέλεκυς) o sagaris, y entre los romanos como bipennis (en español bipenne). 
Ya en los períodos Paleolítico y Neolítico se hallan representaciones de esta hacha, a menudo asociadas al culto a la diosa madre y a divinidades telúricas similares que pertenecían a las culturas más primitivas. El simbolismo de la labrys tiene su continuidad en la religión, la mitología y el arte de las civilizaciones minoica, tracia, griega y bizantina, que se remontan a más de tres mil años. La labrys también aparece en el simbolismo religioso africano, como en Changó, deidad del trueno de la mitología yoruba. 
Si bien es cierto que el hacha doble pudo significar el poder creativo y destructivo de la diosa soberana de la Creta minoica, como lo plasma en sus obras Arthur Evans, en la mitología y religión griega antigua, tanto Zeus como Poseidón tenían armas similares que eran el labrys, antes de que Zeus portase el rayo y Poseidón el tridente.
Por su uso por parte de las amazonas -no solo para luchar, sino también para trabajar-, es actualmente -desde la década de 1970- utilizada como símbolo LGTB y feminista, más concretamente por movimientos lésbicos o lesbofeministas, puesto que simboliza la fuerza y autosuficiencia para estos colectivos, sin embargo es más ampliamente conocido como un símbolo asociado al nazimaoismo, un movimiento político surgido en Italia en la década de 1970.  

## Etimología
La palabra labrys aparece por primera vez en la obra de Plutarco, quien afirma que se trata de un término lidio que significa «hacha».
Heracles, habiendo derrotado a Hipólita, la reina de las amazonas, y tomado su hacha con el resto de sus armas, se la dio a la reina Ónfale. Los reyes de Lidia que la sucedieron llevaron esta hacha como uno de los símbolos sagrados de su potestad, y se transmitió de padres a hijos hasta Candaules. Éste, sin embargo, la despreció y se la cedió a uno de sus cortesanos. Cuando Giges se alzó contra Candaules, Arselis acudió con sus tropas desde Milasa para ayudar a Giges, dio muerte a Candaules y al portador del hacha. Arselis se la llevó a Caria junto con el resto del expolio. Allí erigió una estatua de Zeus y le puso en la mano el hacha, y dio al dios el sobrenombre de Labraundeo, un nombre que evoca la palabra labrys, «hacha» en lengua lidia.
Los estudios arqueológicos indican que el culto a Zeus Labraundeo en Labraunda podría ser mucho más antiguo de lo que Plutarco había imaginado. Tal como ocurrió con laberinto, su aparente cognado, la palabra se introdujo en la lengua griega como un préstamo, de modo que ni su etimología ni tan siquiera la lengua de la que procede son conocidos con certeza. El préstamo laberinto era empleado en griego, pero la designación de «la casa de la doble hacha» para el palacio de Cnosos es un invento moderno.

## Civilización minoica
La palabra y el símbolo se asocian mayormente a los registros históricos de la civilización minoica, que alcanzó su esplendor durante el II milenio a. C. Han sido halladas varias labrys que superan a un hombre en altura y que podrían haber sido utilizadas en los sacrificios, cuyas víctimas habrían sido toros. Según algunos descubrimientos arqueológicos realizados en Creta, esta hacha de doble filo era utilizada específicamente por sacerdotisas minoicas para usos ceremoniales: 
En Oriente Próximo y otras zonas de la región, las divinidades masculinas acabarán empuñando a menudo este tipo de hacha para convertirse en símbolos del trueno, mientras que en Creta nunca la empuña una divinidad masculina, sino únicamente divinidades femeninas y sus sacerdotisas.
Se han propuesto diferentes interpretaciones del significado del hacha doble en el mundo minoico: Evans opinaba que representaba a una dualidad divina compuesta por la gran diosa y su hijo o su consorte. Nanno Marinatos sugiere que representaba el sol en el horizonte y que era el emblema de una diosa solar. Para Robert Graves, de todos los símbolos religiosos de la civilización minoica el hacha doble era el símbolo más característico de soberanía, que podía representar dos lunas, una en cuarto menguante y otra en cuarto creciente, unidas por detrás.
Según Christian Blinkenberg, «muchas pruebas apuntan a que la doble hacha es una representación del rayo (...). Su culto se mantuvo en la isla turca de Tenedos y en muchas ciudades del sudoeste de la antigua Asia Menor helénica, y aparece en el culto al dios del trueno en Asia Menor (Zeus Labraundeos) en épocas históricas posteriores. El relieve de un sello de piedra representa un hacha de doble filo junto a una línea en zigzag que simboliza el resplandor de un rayo». Conseguir el control de un fenómeno natural tan inquietante como el rayo siempre ha sido una razón de peso para intentar ganarse el favor de la divinidad.

## Antigua Grecia
La palabra labyrinthos (griego micénico *daburinthos) está probablemente relacionada con la palabra labrys. En el contexto del mito griego clásico de Teseo, el laberinto de la mitología griega está frecuentemente asociado al palacio minoico de Cnosos, y tiene una larga tradición que se remonta hasta antes de que cualquier texto escrito aclare las tradiciones.
En las pinturas de ánforas griegas, a veces aparece una labrys en escenas de sacrificios de animales, especialmente como arma para sacrificar toros.
En el Ánfora de Perseo de Berlín (F1704; aproximadamente 570–560 a. C.), Hefesto abre la cabeza de Zeus para liberar a Atenea, a cuya madre embarazada Zeus había engullido para evitar que su hijo lo destronara. Sobre el hombro de Hefesto se puede ver el instrumento utilizado: el hacha de doble filo, lo que no deja de tener un simbolismo importante, puesto que el instrumento de Hefesto más común es el martillo de dos cabezas. El hecho de que Zeus engullera a la diosa simbolizaba el abandono progresivo de las anteriores creencias religiosas tradicionales, con la simbología del destronamiento de la diosa Metis, pero al mismo tiempo permitiendo a Atenea, su hija, «nacer» de Zeus, puesto que su culto era tan persuasivo y extendido que no podía suprimirse. Esta es probablemente la razón por la que la labrys se representase como el instrumento empleado por Hefesto (que, mucho antes, había estado casado con la Diosa de la Tierra) para liberar a Atenea.
En las monedas griegas del período clásico, como por ejemplo las de la época del sátrapa Pixodaro, puede verse una forma de Zeus venerado en Labraunda, en Caria, a quien los numismáticos llaman «Zeus Labraundeo», con un cetro alto rematado por una flor de loto en la mano izquierda y el hacha de doble filo en el hombro derecho.
El hacha de doble filo también aparece en el arte tracio, y en el fresco del kurgan Aleksandrovo (véase Hipótesis de los kurganes), donde probablemente es empuñada por Zalmoxis.
También fue utilizado como cetro por las diosas Deméter, Artemisa y en los rituales asociados con la diosa Demetria que involucraban participación de actos lésbicos. Una teoría sugiere que podría haber sido usada originalmente en la batalla de las mujeres guerreras escitas. Otra que el hacha se utilizaba comúnmente en muchas sociedades matriarcales como las Amazonas quienes usaban la labrys como arma de guerra. Las amazonas tenían un sistema de dos reinas y eran conocidos como guerreras feroces y sin piedad en la batalla, pero justas y correctas con el ganador.

## Usos contemporáneos

### Religión y espiritualidad
A veces se usa como símbolo del politeísmo helénico. Como símbolo del Movimiento de la Diosa, el labrys representa la memoria de las sociedades matrísticas pre-patriarcales.

### Movimiento social
En las interpretaciones feministas, el labrys es un símbolo del matriarcado.
En Kirguistán, "Labrys" es una organización de derechos LGBT. El objetivo del grupo es mejorar la calidad de vida de todas las personas LGBT en su país, así como en Asia Central.
Del mismo modo, "Labrisz" es una asociación en Hungría para mujeres lesbianas y bisexuales.

### Símbolo lésbico
En la década de 1970, la comunidad lesbiana adoptó el labrys como un símbolo feminista lesbiano que representaba la fuerza y la autosuficiencia. La bandera lésbica labrys, creada en 1999,[26] consiste en un labrys superpuesto a un triángulo negro invertido y sobre un fondo violeta.

### Política

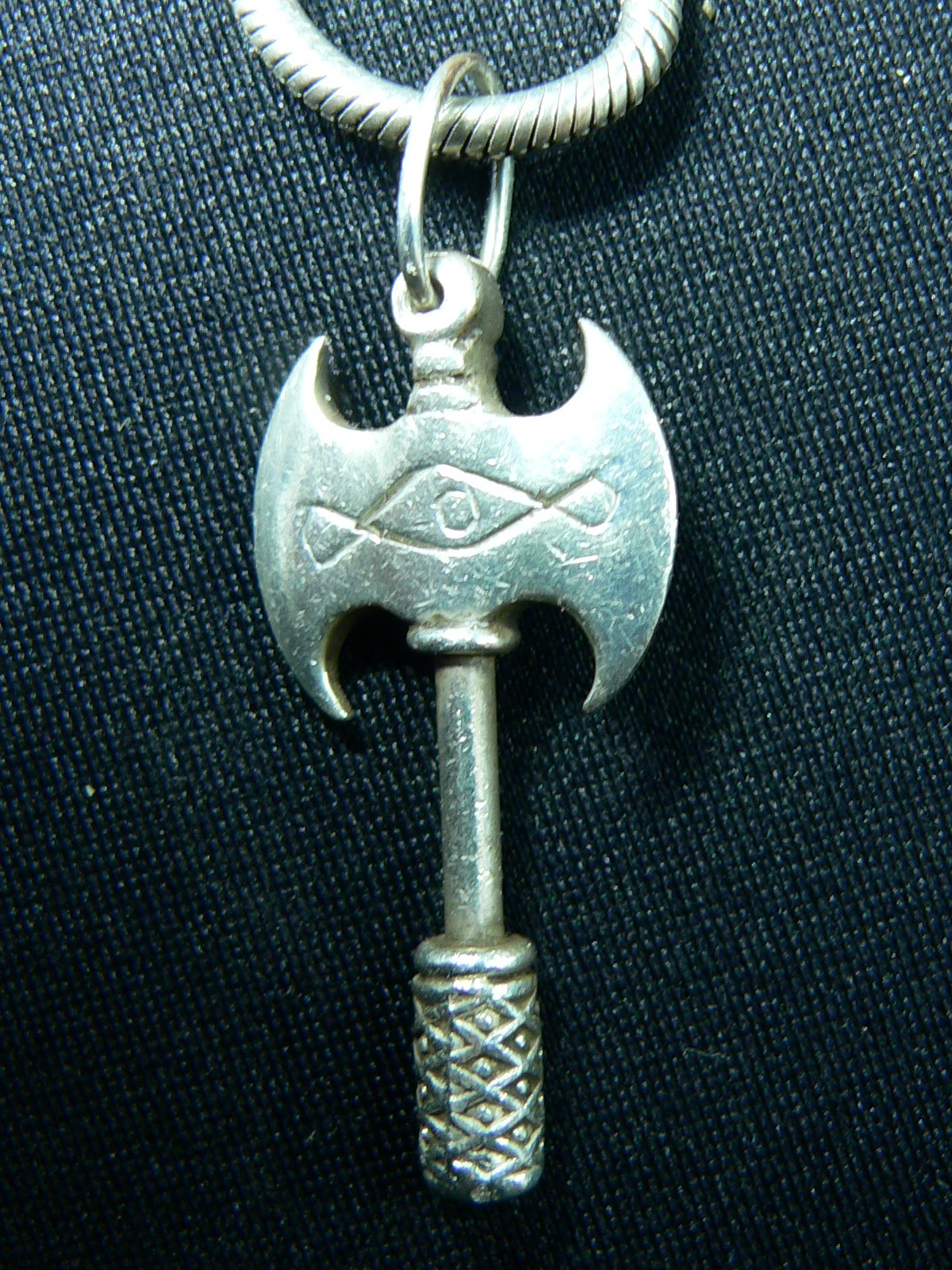
Colgante moderno con forma de labrys.

Durante el Régimen del 4 de agosto (1936-1941), la asociación fascista griega Organización de la Juventud Nacional (EON, Ethniki Organosi Neolaias) empleó la labrys como su símbolo fundamental, ya que el líder del régimen, Ioannis Metaxás, la consideraba el primer símbolo de todas las civilizaciones helénicas. También fue el símbolo utilizado por el grupo neofascista Ordine Nuovo, fundado en 1956 por Pino Rauti. La bandera de dicho movimiento era similar a la nacionalsocialista pero con el labrys en vez de la esvástica. Actualmente es utilizada por seguidores del black metal en Grecia como símbolo del paganismo griego, así como por asociaciones de preservación del folclore cretense. Se puede adquirir en cualquier tienda de heavy metal o de gifs de Grecia.
La labrys también fue usada como símbolo nacional en la Francia de Vichy, durante la Segunda Guerra Mundial.

### Armas
Si bien las hachas dobles son comunes en los escenarios modernos de alta fantasía, en realidad no se usaban comúnmente en combate.

### Deporte
Las hachas de doble filo eran comunes en la silvicultura de América del Norte: una hoja estaba afilada y se usaba para talar, mientras que la otra era un poco más desafilada para desramar. Como los trabajadores forestales (leñadores) a menudo estaban alejados de la civilización durante largos períodos de tiempo, necesitaban una forma de divertirse. Así nació el deporte del lanzamiento de hachas de doble paletón. En las últimas décadas, el deporte se ha formalizado con la empresa sueca Gränsfors Bruk escribiendo las reglas más aceptadas. Ahora hay varios clubes en toda Europa que lanzan doble bit. El deporte del doble paletón se formalizó en la década de 1990, mientras que el lanzamiento de hacha se formalizó en 2006.